# American Hockey League 1979-1980
La stagione 1979-1980 è stata la 44ª edizione della American Hockey League, la più importante lega minore nordamericana di hockey su ghiaccio. Il calendario della stagione regolare fu composto da 80 partite e vennero ampliati i playoff. La stagione vide al via dieci formazioni e al termine dei playoff gli Hershey Bears conquistarono la loro sesta Calder Cup sconfiggendo i New Brunswick Hawks 4-2.

## Modifiche
- I Philadelphia Firebirds si trasferirono a Syracuse prendendo il nome di Syracuse Firebirds.
- Nacquero nella North Division gli Adirondack Red Wings, nuova franchigia newyorkese con sede a Glens Falls.

## Stagione regolare

### Classifiche
North Division
|  | Pos. | Squadra               | Pt | G  | V  | S  | N  | GF  | GS  | DR  |
|  | ---- | --------------------- | -- | -- | -- | -- | -- | --- | --- | --- |
|  | 1.   | Nova Scotia Voyageurs | 96 | 79 | 44 | 27 | 8  | 325 | 271 | +54 |
|  | 2.   | New Brunswick Hawks   | 93 | 79 | 43 | 29 | 7  | 331 | 271 | +60 |
|  | 3.   | Maine Mariners        | 93 | 80 | 41 | 28 | 11 | 307 | 266 | +41 |
|  | 4.   | Adirondack R. Wings   | 75 | 80 | 32 | 37 | 11 | 297 | 309 | -12 |
|  | 5.   | Springfield Indians   | 74 | 80 | 31 | 37 | 12 | 292 | 302 | -10 |

South Division
|  | Pos. | Squadra              | Pt  | G  | V  | S  | N  | GF  | GS  | DR  |
|  | ---- | -------------------- | --- | -- | -- | -- | -- | --- | --- | --- |
|  | 1.   | New Haven Nighthawks | 101 | 80 | 46 | 25 | 9  | 350 | 305 | +45 |
|  | 2.   | Hershey Bears        | 76  | 80 | 35 | 39 | 6  | 289 | 273 | +16 |
|  | 3.   | Syracuse Firebirds   | 69  | 80 | 31 | 42 | 7  | 303 | 364 | -61 |
|  | 4.   | Rochester Americans  | 66  | 80 | 28 | 42 | 10 | 260 | 327 | -67 |
|  | 5.   | Binghamton Dusters   | 55  | 80 | 24 | 49 | 7  | 268 | 334 | -66 |

Legenda:

      Ammesse ai Playoff
Note:

Due punti a vittoria, un punto a pareggio, zero a sconfitta.

### Statistiche
Classifica marcatori
| Giocatore      | Squadra               | PG | Gol | Assist | Punti |
| -------------- | --------------------- | -- | --- | ------ | ----- |
| Norm Dubé      | Nova Scotia Voyageurs | 79 | 40  | 61     | 101   |
| Keith Acton    | Nova Scotia Voyageurs | 75 | 45  | 53     | 98    |
| Gordie Clark   | Maine Mariners        | 79 | 47  | 43     | 90    |
| Bruce Boudreau | New Brunswick Hawks   | 75 | 36  | 54     | 90    |
| Bill Lochead   | New Haven Nighthawks  | 68 | 46  | 43     | 89    |
| Rick Shinske   | Adirondack R. Wings   | 78 | 22  | 58     | 80    |
| Paul Evans     | Maine Mariners        | 80 | 21  | 56     | 77    |
| Rick Meagher   | Nova Scotia Voyageurs | 64 | 32  | 44     | 76    |
| Dan Metivier   | New Brunswick Hawks   | 76 | 35  | 40     | 75    |
| Gord Brooks    | Syracuse Firebirds    | 77 | 34  | 41     | 75    |
|                |                       |    |     |        |       |

Classifica portieri
| Giocatore        | Squadra               | PG | MGS  |  |
| ---------------- | --------------------- | -- | ---- |  |
| Rick St. Croix   | Maine Mariners        | 46 | 2.90 |  |
| Richard Sévigny  | Nova Scotia Voyageurs | 35 | 3.25 |  |
| Rick Wamsley     | Nova Scotia Voyageurs | 40 | 3.25 |  |
| Dave Parro       | Hershey Bears         | 54 | 3.27 |  |
| Murray Bannerman | New Brunswick Hawks   | 61 | 3.32 |  |
| Robbie Moore     | Maine Mariners        | 32 | 3.48 |  |
| Al Jensen        | Adirondack R. Wings   | 57 | 3.51 |  |
| Doug Soetaert    | New Haven Nighthawks  | 32 | 3.58 |  |
| Randy Ireland    | Rochester Americans   | 29 | 3.62 |  |
| Terry Richardson | Springfield Indians   | 46 | 3.65 |  |
|                  |                       |    |      |  |

## Playoff
|  | Primo turno | Primo turno          | Primo turno    |               |                       | Semifinali           | Semifinali | Semifinali |  |  | Calder Cup | Calder Cup          | Calder Cup |
|  |             |                      |                |               |                       |                      |            |            |  |  |            |                     |            |
|  | N1          | New Brunswick Hawks  | 4              |               |                       |                      |            |            |  |  |            |                     |            |
|  | N4          | Adirondack Red Wings | 1              |               |                       |                      |            |            |  |  |            |                     |            |
|  | N4          | Adirondack Red Wings | 1              |               | N1                    | New Brunswick Hawks  | 4          |            |  |  |            |                     |            |
|  |             |                      |                |               | N1                    | New Brunswick Hawks  | 4          |            |  |  |            |                     |            |
|  |             | N3                   | Maine Mariners | 2             |                       |                      |            |            |  |  |            |                     |            |
|  | N2          | N3                   | Maine Mariners | 2             | Nova Scotia Voyageurs | 2                    |            |            |  |  |            |                     |            |
|  | N2          |                      |                |               | Nova Scotia Voyageurs | 2                    |            |            |  |  |            |                     |            |
|  | N3          | Maine Mariners       | 2              |               |                       |                      |            |            |  |  |            |                     |            |
|  |             |                      |                |               |                       |                      |            |            |  |  | N1         | New Brunswick Hawks | 2          |
|  |             |                      | S2             | Hershey Bears | 4                     |                      |            |            |  |  |            |                     |            |
|  | S1          | New Haven Nighthawks | 4              |               |                       |                      |            |            |  |  |            |                     |            |
|  | S4          | Rochester Americans  | 0              |               |                       |                      |            |            |  |  |            |                     |            |
|  | S4          | Rochester Americans  | 0              |               | S1                    | New Haven Nighthawks | 2          |            |  |  |            |                     |            |
|  |             |                      |                |               | S1                    | New Haven Nighthawks | 2          |            |  |  |            |                     |            |
|  |             | S2                   | Hershey Bears  | 4             |                       |                      |            |            |  |  |            |                     |            |
|  | S2          | S2                   | Hershey Bears  | 4             | Hershey Bears         | 4                    |            |            |  |  |            |                     |            |
|  | S2          |                      |                |               | Hershey Bears         | 4                    |            |            |  |  |            |                     |            |
|  | S3          | Syracuse Firebirds   | 0              |               |                       |                      |            |            |  |  |            |                     |            |

## Premi AHL
- Calder Cup: Hershey Bears
- F. G. "Teddy" Oke Trophy: New Brunswick Hawks
- John D. Chick Trophy: New Haven Nighthawks
- Dudley "Red" Garrett Memorial Award: Darryl Sutter (New Brunswick Hawks)
- Eddie Shore Award: Rick Vasko (Adirondack Red Wings)
- Fred T. Hunt Memorial Award: Norm Dubé (Nova Scotia Voyageurs)
- Harry "Hap" Holmes Memorial Award: Rick St. Croix e Robbie Moore (Maine Mariners)
- John B. Sollenberger Trophy: Norm Dubé (Nova Scotia Voyageurs)
- Les Cunningham Award: Norm Dubé (Nova Scotia Voyageurs)
- Louis A. R. Pieri Memorial Award: Doug Gibson (Hershey Bears)

### Vincitori
| Hershey Bears | Portieri: Gary Inness, Dave Parro Difensori: Bob Bilodeau, Mike Haworth, Jay Johnston, Roger Lemelin, Ray McKay, Jim McTaggart, Greg Theberge Attaccanti: Tony Cassolato, Steve Clippingdale, Lou Franceschetti, Doug Gibson, Bob Girard, Eddy Godin, Ron Lalonde, Cam MacGregor, Claude Noël, Harvie Pocza, Errol Rausse, Gary Rissling Allenatore: Doug Gibson |

### AHL All-Star Team
First All-Star Team
- Attaccanti: Bill Lochead • Norm Dubé • Gordie Clark
- Difensori: Rick Vasko • Bob Neely
- Portiere: Rick St. Croix

Second All-Star Team
- Attaccanti: Darryl Sutter • Keith Acton • Dan Metivier
- Difensori: Dennis Patterson • Brian Young
- Portiere: Murray Bannerman